# Turnberry
Turnberry er et golfanlæg på kysten ved Firth of Clyde i det sydvestlige Skotland. Anlægget består bl.a. af tre linksbaner, et golfakademi, et femstjernet hotel tegnet af James Miller og færdigbygget i 1906 og andre indkvarteringsmuligheder. Den fremtrædende klippeø Ailsa Craig kan ses fra Turnberry mod vest.
Ejendommen blev brugt som flybase under første verdenskrig, og en landingsbane findes stadig, men den er ikke længere i brug. I denne periode trænede Royal Flying Corps sine piloter i luftskyts og -kamp, og Turnberry Hotel blev brugt som hospital for de sårede. Efter krigen blev bane 1 og 2 genanlagt og omdøbt til "Ailsa Course" og "Arran Course". Et mindesmærke over døde soldater blev opført på bakken ved 12. green på Ailsa-banen.
Proceduren blev gentaget i forbindelse med anden verdenskrig. Hotellet blev omdannet til hospital, og golfbanen blev brugt som træningsområde for Royal Air Force; det antages at op til 200 døde på basen.
Golfbanedesigneren Mackenzie Ross fik æren af at genskabe banerne i højeste kvalitet, og Ailsa-banen blev genåbnet i 1951, en linksbane med flot udsigt til Ailsa Craig og Isle of Arran.
Hotellet blev købt af Starwood Hotels & Resorts Worldwide, Inc. i 1997, og indtil oktober 2008 blev det drevet som en del af Westin-kæden. Derefter købte Leisurecorp anlægget. Det er dog fortsat Starwood Hotels & Resorts, der driver hotellet, nu under brandet The Luxury Collection.

## Golfbanerne
"Ailsa Course", der som nævnt blev redesignet af Mackenzie Ross mellem 1949 og 1951, har været vært for The Open Championship fire gange (1977, 1986, 1994 og 2009). Banen har ligeledes været vært for mange andre vigtige golfturneringer, herunder Women's British Open i 2002, Walker Cup i 1963, The Amateur Championship i 1961, 1983, 1996 og 2008, og Senior British Open Championship seks gange, i 1987-90, 2003 og 2006.
De to andre baner i Turnberry er "Kintyre Course" og nihullersbanen "Arran Course". Kintyre Course åbnede i 2001 er endnu en mesterskabsbane, der bl.a. har været vært for Final Qualifying til The Open Championship. Banen blev designet af Donald Steel og anlagt på området, hvor "Arran Course" tidligere lå. Den nye "Arran Course" åbnede i 2002.
I 2003 blev 18. hul på Ailsa Course omdøbt fra "Ailsa Hame" til "Duel in the Sun" som en hyldest til kampen mellem Tom Watson og Jack Nicklaus i The Open Championship 1977. "Duel in the Sun" er også navnet på anlæggets sportsbar.

### Ailsa Course scorekort
| Hul | Navn           | Længde (yds) | Par |  | Hul | Navn            | Længde (yds) | Par |
| --- | -------------- | ------------ | --- |  | --- | --------------- | ------------ | --- |
| 1   | Ailsa Craig    | 354          | 4   |  | 10  | Dinna Fouter    | 456          | 4   |
| 2   | Mak Siccar     | 428          | 4   |  | 11  | Maidens         | 175          | 3   |
| 3   | Blaw Wearie    | 489          | 4   |  | 12  | Monument        | 451          | 4   |
| 4   | Woe-Be-Tide    | 166          | 3   |  | 13  | Tickly Tap      | 410          | 4   |
| 5   | Fin Me Oot     | 474          | 4   |  | 14  | Risk-An-Hope    | 448          | 4   |
| 6   | Tappie Toorie  | 231          | 3   |  | 15  | Ca' Canny       | 206          | 3   |
| 7   | Roon The Ben   | 538          | 5   |  | 16  | Wee Burn        | 455          | 4   |
| 8   | Goat Fell      | 454          | 4   |  | 17  | Lang Whang      | 559          | 5   |
| 9   | Bruce's Castle | 449          | 4   |  | 18  | Duel in the Sun | 461          | 4   |
|     | Out            | 3583         | 35  |  |     | In              | 3621         | 35  |
|     |                |              |     |  |     | Total           | 7204         | 70  |

## The Open Championship
Da Ailsa Course i 1977 for første gang var vært for The Open Championship, blev mesterskabet en duel mellem to spillere, Tom Watson og Jack Nicklaus, som Watson vandt med ét slag. Denne duel blev senere kendt som "Duel in the Sun" (dansk: Duellen i solen). De to spillere spillede sammen i de to finalerunder og sluttede et stykke foran resten af feltet. De havde opnået præcis samme score i de tre første runder og stod lige efter 16. hul på sidste runde. Nicklaus missede et kort birdieputt på 17. hul (par 5), hvor Watson havde nået greenen på to slag og scorede en birdie. På 18. hul (par 4) lykkedes det Nicklaus at redde sig ud af roughen og holede et langt birdieputt, hvilket tvang Watson til at sænke sit korte putt for birdie, hvilket imidlertid lykkedes. Det var Watsons anden af i alt fem Open-titler i karrieren.
Ni år senere, ved The Open Championship 1986, vandt Greg Norman den første af sine to Open-titler (hans eneste major-titler) ved at vinde med fem slags forspring. Nick Price vandt sin anden major (og eneste Open-titel) i 1994, ét slag foran Jesper Parnevik. Efter femten års pause, vendte mesterskabet tilbage til Ailsa Course i 2009, hvor den nu 59-årige Tom Watson nær vandt sit sjette mesterskab. Watson lavede en bogey på 72. hul og tabte derefter et firehullers omspil med Stewart Cink med seks slag. Cink birdiede 72. hul og scorede derefter to par og to birdies i omspillet på vej til sin første major-sejr.